# Unione Sportiva Legnanese
L'Unione Sportiva Legnanese è una società sportiva di Legnano, nella città metropolitana di Milano, che si occupa di ciclismo. Nel 1968 il CONI ha insignito questo sodalizio sportivo della Stella d'oro al merito sportivo. A questo riconoscimento, il 15 dicembre 2015, si è aggiunto il Collare d'oro al Merito Sportivo, massima onorificenza del CONI. 
I colori societari sono il rosso e il nero. Organizza dal 1919 una corsa in linea maschile di ciclismo su strada di rilievo internazionale, la Coppa Bernocchi. Tra le file dell'Unione Sportiva Legnanese hanno militato, tra gli altri, i ciclisti Libero Ferrario, Ottavio Cogliati, Ambrogio Morelli, Severino Canavesi, Bernardo Rogora e Giuseppe Calcaterra.

## Storia

Pino Cozzi, presidente dell'Unione Sportiva Legnanese dal 1918 al 1973, anno della sua morte

La Stella d'oro al merito sportivo

La genesi che portò alla fondazione della società è molto particolare. Il 1º aprile 1913 venne organizzato un incontro di calcio tra alcuni operai che lavoravano in aziende della zona. Il giorno della partita una delle due squadre, dopo essere arrivata in ritardo, si presentò scherzosamente con un grande pesce d'aprile di cartone. Questa giornata iniziata goliardicamente, si concluse poi seriamente con un momento conviviale durante il quale venne deciso di creare una società sportiva. Dato che da qualche mese in città era stata fondata la società calcistica Football Club Legnano, fu reputato naturale creare un sodalizio sportivo che si sarebbe occupato di altro (ciclismo e gare podistiche), ovvero di due sport all'epoca molto in crescita in Italia. I partecipanti alla serata conviviale che ebbero questa idea decisero di rincontrarsi di nuovo di lì a breve per fondare concretamente la nuova società, a cui fu poi dato il nome di Unione Sportiva Legnanese. I soci fondatori furono: Giovanni Asti, Amedeo Bocchi, Nuto Castelletti, Angelo Colombo, Natale Crivelli, Alberto Destrieri, Savino Di Lernia, Pierluigi Landoni, Giovanni Mascheroni, Emilio Meraviglia, Paolo Panelli (che fu eletto presidente) ed Enrico Prandoni.
Superata una prima fase di riorganizzazione e assestamento, la società iniziò a crescere fino a diventare, in qualche anno, uno dei punti di riferimento dello sport della zona, il Legnanese, per poi raggiungere una rilevanza a livello nazionale. Nei primi anni di attività, l'Unione Sportiva Legnanese, accanto alla programmazione di eventi ciclistici, attuò l'organizzazione anche di eventi podistici come corse campestri e maratone, alcune delle quali valide per il campionato italiano. In seguito la società sportiva si focalizzò esclusivamente su attività sportive ciclistiche. 
Dal 1919, l'Unione Sportiva Legnanese iniziò ad organizzare la Coppa Bernocchi. Questa gara, voluta da Pino Cozzi, presidente dell'Unione Sportiva Legnanese dal 1918 al 1973, fu resa possibile grazie ad Antonio Bernocchi. La Coppa Bernocchi fu organizzata in un contesto storico che era caratterizzato dalla voglia di tornare alla normalità dopo i quattro anni di privazioni causati dalla prima guerra mondiale.
Nel 1920 si iscrisse all'Unione Sportiva Legnanese Libero Ferrario. Il corridore parabiaghese vinse poi, nel 1923, durante la sua militanza nell'Unione Sportiva Legnanese, la prova in linea dei Campionati del mondo su strada dilettanti. Ferrario fu il primo ciclista italiano a conquistare il titolo iridato. Nel 1935 Ambrogio Morelli, altro tesserato rossonero, arrivò secondo al Tour de France, mentre nel 1945 Severino Canavesi si aggiudicò il titolo di Campione d'Italia su strada professionisti. Nel 1960, un altro tesserato dell'Unione Sportiva Legnanese, Ottavio Cogliati, conquistò la medaglia d'oro nella 100 km a squadre ai Giochi olimpici di Roma 1960.
Per le affermazioni di Ferrario, Cogliati, Canavesi e Morelli, e per l'organizzazione della Coppa Bernocchi e di altre manifestazioni, il CONI assegnò nel 1968, all'Unione Sportiva Legnanese, la Stella d'oro al merito sportivo. La motivazione fu:
(Motivazione dell'assegnazione della Stella d'oro al merito sportivo)
Altre affermazioni importanti di atleti dell'Unione Sportiva Legnanese furono la conquista del campionato italiano su strada professionisti juniores nel 1930 da parte di Ambrogio Morelli, del campionato italiano di ciclocross con Severino Canavesi nel 1934 e con Bernardo Rogora nel 1937, e del campionato italiano militare su strada cronometro a squadre con Giuseppe Calcaterra nel 1984. Nel 1987 Roberto Trezzi, questa volta su pista, si aggiudicò il campionato italiano inseguimento a squadre e il campionato italiano militare inseguimento a squadre. Nel 1958 Umberto Carugo vinse il campionato italiano su strada veterani, successo che venne bissato l'anno successivo da Carlo Zamara.
Il 15 dicembre 2015 l'Unione Sportiva Legnanese è stata insignita del Collare d'oro al Merito Sportivo, massima onorificenza del CONI.

## Onorificenze
- Collare d'oro al Merito Sportivo
- Stella d'oro al Merito Sportivo